# Byrrhus danieli
Byrrhus danieli là một loài bọ cánh cứng trong họ Byrrhidae. Loài này được Paulus miêu tả khoa học năm 1974.